# 박동룡
박동룡(朴東龍, 1940년 8월 19일~2023년 11월 19일)은 부산에서 태어난 대한민국의 영화 배우이다.

## 생애
부산시 태생이며, 청소년기를 보냈고, 건국고등학교를 졸업하고, 1년 정도 외항선을 타고 일본을 오간 후 영화배우가 되기 위해 부산에서 서울로 올라왔다. 
1962년 연극배우로 활동하였으며, 큰 키(178cm)에 강렬한 인상의 외모를 가진, 1967년 신필름에서 배우로 일하던 친구 백영민의 소개로 편기영 감독의 《돌아온 팔도 사나이》에 출연하면서 영화 배우로 입문하게 되었다고 한다.
이후 고영남, 이혁수, 김효천 감독 등 액션 영화 전문 감독들로 알려진 이들이 연출한 1970년~1980년대의 거의 모든 액션 영화에 단역 내지는 조연으로 출연한 배우로 거듭났다.
이렇게 출연한 영화들에서의 이미지는 대개 일본군, 명동의 건달, 북한군(영화 《독불장군》에서 공작대장 역을 한 이동준 씨와 함께 연기한 공작대 대원) 등 주인공을 돕는 조연(보조인물)보다는 주인공과 대립하는 반동인물의 역할을 연기함으로써 이야기 안의 갈등구조를 만드는 중요한 역할을 하였으며, 악역을 실감나게 연기하여 이야기 안의 사건을 이끄는 주동인물과 갈등하고 방해하는 자신만의 개성을 표현하였다.
그의 영화 경력은 2000년대까지 이어진다. 2004년 제41회 대종상 영화제에서는 그간의 공로를 기다리는 특별연기상을 수여하였다.

## 출연작

### 영화
- 1967년 《맨발의 청춘》
- 1969년 《돌아온 팔도사나이》
- 1970년 《맨발로 왔다》
- 1970년 《동경사자와 명동호랑이》
- 1970년 《한맺힌 터줏대감》
- 1970년 《돌아온 항구의 사나이》
- 1970년 《돌아가는 삼각지》
- 1970년 《원한의 팔도사나이》
- 1971년 《원한의 40계단》
- 1971년 《속 두 아들》
- 1971년 《54번가의 마담》
- 1971년 《항구의 왼손잡이》
- 1971년 《나에게 조건은 없다》
- 1971년 《두 남자》
- 1971년 《3인의 검은 표범》
- 1971년 《인간사표를 써라》
- 1971년 《원한의 거리에 눈이 나린다》
- 1971년 《인생유학생》
- 1972년 《쟉크를 채워라》
- 1972년 《결혼반지》
- 1972년 《작별》
- 1972년 《소장수》
- 1972년 《의사 안중근》
- 1972년 《방자와 향단이》
- 1972년 《0시》
- 1972년 《멋진 인생》
- 1972년 《사랑하는 아들 딸아》
- 1972년 《남과 여》
- 1972년 《1대 1》
- 1973년 《우정》
- 1973년 《부부교대》
- 1973년 《야간비행》
- 1973년 《명동을 떠나면서》
- 1973년 《혈권》
- 1973년 《그 얼굴에 햇살을》
- 1973년 《특별수사본부 2: 여대생 이난희사건》
- 1973년 《특별수사본부 배태옥 사건》
- 1973년 《대학시절》
- 1973년 《특별수사본부 기생 김소산》
- 1973년 《여대생 또순이》
- 1973년 《귀향》
- 1974년 《수절》
- 1974년 《악인의 계곡》
- 1974년 《국회 푸락치》
- 1974년 《용호대련》
- 1974년 《대비상망》
- 1974년 《분노의 왼발》
- 1974년 《눈으로 묻고 얼굴로 대답하고 마음속 가득히 사랑은 영원히》
- 1974년 《어둠속의 목격자》
- 1974년 《돌아온 외다리》
- 1974년 《암살지령》
- 1974년 《속 돌아온 외다리》
- 1974년 《유관순》
- 1974년 《마지막 다섯 손가락》
- 1975년 《황금마담》
- 1975년 《왜 그랬던가》
- 1975년 《운수대통》
- 1975년 《형사 배삼룡》
- 1975년 《태양의 분노》
- 1975년 《특별수사본부 외팔이 김종원》
- 1975년 《여자 형사 머리》
- 1975년 《눈물젖은 핸드백》
- 1976년 《특명》
- 1976년 《돌아온 팔도강산》
- 1976년 《국제경찰》
- 1976년 《과거는 왜 물어》
- 1976년 《검은 띠의 후계자》
- 1976년 《용서받은 여인》
- 1976년 《신풍객》
- 1976년 《밀명객》
- 1976년 《천의 얼굴》
- 1976년 《악충》
- 1976년 《구삼육 사건》
- 1976년 《아내》
- 1977년 《폭풍을 몰고 온 여자》
- 1977년 《사랑의 나그네》
- 1977년 《미스터 O》
- 1977년 《비룡문》
- 1977년 《제3부두 고슴도치》
- 1977년 《평양의 비밀지령》
- 1977년 《일격필살》
- 1978년 《7호실 손님》
- 1978년 《사랑과 죽음의 기록》
- 1978년 《대동강 출신》
- 1978년 《마지막 잎새》
- 1978년 《꽃신》
- 1978년 《십자수권》
- 1979년 《꽃순이를 아시나요》
- 1979년 《타인의 방》
- 1979년 《폭풍을 잡는 사나이》
- 1979년 《뒤돌아 보지마라》
- 1979년 《동백꽃 신사》
- 1980년 《하늘이 부를 때까지》
- 1980년 《팔불출》
- 1980년 《매일 죽는 남자》
- 1980년 《평양맨발》
- 1980년 《별명붙은 사나이》... 도왕마 역
- 1980년 《겨울사랑》
- 1981년 《여호신》
- 1981년 《본전생각》
- 1981년 《아가씨 참으세요》
- 1981년 《그대 앞에 다시 서리라》
- 1982년 《어둠의 딸들》
- 1982년 《종로 부루스》
- 1982년 《날마다 허물벗는 꽃뱀》
- 1982년 《평양박치기》
- 1982년 《여자 대장장이》
- 1983년 《마음은 외로운 사냥꾼》
- 1983년 《정념의 갈매기》
- 1983년 《돌아온 용팔이》
- 1983년 《인간시장 - 작은 악마 스물두살의 자서전》
- 1983년 《0시의 호텔》
- 1983년 《참새와 허수아비》... 한 사장 역
- 1984년 《너무합니다》
- 1984년 《추적》
- 1984년 《밤이 무너질 때》
- 1984년 《각설이 품바 타령》
- 1985년 《인간시장 2 - 불타는 욕망》
- 1985년 《고래사냥 2》
- 1985년 《난 이렇게 산다우》
- 1985년 《작년에 왔던 각설이》
- 1985년 《그때 죽어도 좋았다》
- 1985년 《색깔있는 남자》
- 1986년 《날개달린 녀석들》
- 1986년 《차라리 불덩이가 되리》... 사내 1 역
- 1986년 《달빛타기》
- 1986년 《심형래의 탐정 큐》
- 1986년 《속 여자가 밤을 두려워 하랴》
- 1986년 《밤의 요정》
- 1986년 《뛰는 자 나는 자》
- 1986년 《87 맨발의 청춘》
- 1987년 《돌아이 3》
- 1987년 《푸른 계절의 열기》
- 1987년 《다섯 사람들》
- 1987년 《따귀 일곱대》
- 1987년 《화려한 변신》
- 1987년 《독불장군》... 특수대 역
- 1987년 《서울은 여자를 좋아해》
- 1987년 《사노》... 집행관 역
- 1987년 《우리는 지금 제네바로 간다》... 약장수 A 역
- 1988년 《합궁》
- 1988년 《팁》
- 1988년 《고금소총》... 집사 을 역
- 1988년 《변강쇠 3》... 산적 역
- 1988년 《돌아이 4 - 둔버기》... 혁이 역
- 1988년 《필사의 도망자》... 마귀 역
- 1988년 《안개도시》... 지배인 역
- 1988년 《아스팔트 위의 동키호테》
- 1989년 《바이오맨》
- 1989년 《매매꾼》
- 1989년 《오색의 전방》... 떡쇠 역
- 1989년 《크라이막스 원》... 달동네 주민 2 역
- 1989년 《내친구 제제》... 상인 1 역
- 1989년 《매화방 천둥불》
- 1989년 《백치원앙》
- 1989년 《서울텍사스 서울공주》
- 1989년 《영구와 땡칠이 소림사 가다》
- 1989년 《달아난 말》
- 1990년 《새벽을 깨우리로다》
- 1990년 《불타는 태양》
- 1990년 《누가 붉은 장미를 꺾었나》
- 1990년 《소쩍궁 탐정》
- 1990년 《슈퍼맨 일지매》
- 1990년 《영웅필살》
- 1990년 《검은 도시》
- 1990년 《별난 두 영웅》
- 1990년 《서울 통화중》... 댄스 교습소 지배인 역
- 1991년 《너에게로 또 다시》... 사내 역
- 1991년 《조금만 참아줘요》
- 1991년 《오늘같이 좋은날》
- 1991년 《누가 용의 발톱을 보았는가》
- 1991년 《장군의 아들 2》
- 1991년 《팁주는 여자》
- 1991년 《변금련》
- 1991년 《뽕밭 나그네》
- 1991년 《영구와 땡칠이 4 - 홍콩 할매 귀신》
- 1991년 《병팔이의 일기》... 살기 역
- 1991년 《제3구역》
- 1991년 《B타임의 정사》
- 1991년 《갈마》... 석씨 역
- 1991년 《외길가게 하소서》
- 1991년 《영구와 황금박쥐》
- 1991년 《칙칙이의 내일은 참피온》
- 1992년 《사랑과 눈물》... 돌팔이 의사 역
- 1992년 《가진것 없소이다》
- 1992년 《백백교》
- 1992년 《황제 오작두》
- 1992년 《복카치오 '92》
- 1992년 《씨내리》
- 1992년 《비황》... 최 형사 역
- 1992년 《장군의 아들 3》
- 1992년 《요절복통 신양반뎐》... 만식 역
- 1992년 《머저리와 도둑놈》
- 1993년 《복카치오 '93》... 태섭 역
- 1993년 《꾼사냥》
- 1993년 《검은 모자》... 가물치 역
- 1993년 《배꼽위의 신사》... 신사 역
- 1993년 《B타입의 정사 3》
- 1993년 《여자 아리랑》... 웨이터 역
- 1993년 《무정의 제3부두》... 갈매기 역
- 1993년 《소녀 18세》
- 1993년 《영구와 공룡 쮸쮸》
- 1994년 《핑크빛 깡통》... 우유집 주인 역
- 1994년 《하몽화몽 서울》... 경비 역
- 1994년 《해적》... 강 사장 역
- 1995년 《헤드폰을 벗어라》 ... 박 경사 역
- 1995년 《아빠는 보디가드》... 형사 역
- 1995년 《애마와 변강쇠》... 경비 역
- 1995년 《48+1》... 살모사 역
- 1996년 《미아리 텍사스 2》... 왕호 역
- 1996년 《콜렉터》... 상문의 친구 역
- 1996년 《알바트로스》... 경비대장 역
- 1996년 《보스》
- 1997년 《테러리스트 2》... 아쏭 역
- 1998년 《천년환생》
- 1998년 《망치를 든 짱구와 땡칠이》
- 1999년 《깡패 수업 2》... 술집 주인 역
- 2000년 《사슬》
- 2000년 《깡패 수업 3》 ... 사채업자 역
- 2000년 《깡패법칙》
- 2001년 《건달의 법칙》
- 2001년 《이유 없는 반항》... 나이트 사장 역
- 2002년 《싸울아비》
- 2007년 《저 하늘에도 슬픔이》... 버스 기사 역

### TV 드라마
- 1995년 SBS 특별기획드라마 《모래시계》

## 수상
- 2004년 제41회 대종상 특별연기상